# Chuki (futbolista)
Iván San José Cantalejo (Valladolid, Castilla y León, 29 de abril de 2004), más conocido como Chuki, es un futbolista español que juega como centrocampista en el Real Valladolid C. F. de la Segunda División de España.

## Trayectoria
Nacido en Valladolid, Castilla y León, Chuki se unió a las categorías inferiores del Real Valladolid procedente del CD Victoria CF. 
El 28 de agosto de 2021, debuta con el Real Valladolid Promesas en un empate a domicilio 1-1 en Primera División RFEF contra la SD Logroñés. El 20 de noviembre de 2021, Chuki anotó su primer gol en el empate 2-2 en casa contra el Internacional de Madrid. 
El 1 de noviembre de 2023, Chuki hizo su debut con el primer equipo en un encuentro de Copa del Rey frente a la SCR Peña Deportiva. 
El 19 de agosto de 2024, debuta con el Real Valladolid C. F. en la Primera División de España, reemplazando a Kike Pérez en la victoria en casa por 1-0 sobre el RCD Espanyol. Durante la temporada participaría en otros cuatro encuentros más.

### Selección nacional
Debutó con la selección española sub-18 el 3 de septiembre de 2021 con el número 20 tras salir en el minuto 74 en el partido amistoso contra Suiza y que ayudó a remontar el 1-0 en el que se encontraba el partido cuando entró y que acabó con victoria española 1-2. 

También fue convocado con la selección española sub-18 el 21 de enero de 2022, marcando un gol contra Dinamarca el 23 de febrero.

## Clubes
Actualizado al último partido disputado el 13 de mayo de 2025.
| Club                     | País          | Año           | Partidos | Goles |
| ------------------------ | ------------- | ------------- | -------- | ----- |
| Real Valladolid Promesas | España        | 2022-2024     | 64       | 16    |
| Real Valladolid C. F.    | España        | 2024-presente | 20       | 2     |
| Total carrera            | Total carrera | Total carrera | 84       | 18    |